# Passion (album Lee Jung-hyun)
Passion – piąty album Lee Jung-hyun, który został wydany w 2004 r. Zobaczyć w nim można elementy flamenco, muzykę latynowską oraz język hiszpański.

## Lista utworów
1. World (Intro)
2. 따라해봐 / Ttarahaebwa (Follow Me)
3. 베사메무쵸 / Besame Mucho (Bésame Mucho)
4. 건들지마 / Geondeuljima (Don't Bother Me)
5. A Mid Summer Night's Dream
6. 기다려 (Interlude) / Gidaryeo (Interlude) (Wait - Interlude)
7. Domino
8. Escape
9. 우린 아직 사랑하고 있다 / Urin Ajik Saranghago Itta (We Still Love Each Other)
10. 일장춘몽 / Iljang Chunmong (An Empty Dream)
11. Moonlight
12. 독백 (Outro) / Dokbaek (Outro) (Monologue - Outro)
13. 따라해봐 Gazebal Trial Mix
14. 건들지마 Ez Life Trance Mix